# 川村精之
川村 精之（かわむら せいし、1869年1月2日（明治元年11月20日） - 1927年（昭和2年）5月1日）は、日本の政治家。衆議院議員（1期）。

## 経歴
岩手県出身。1887年、岩手県尋常師範学校卒。小学校訓導、同校長、稗貫郡亀ヶ森村（のち大迫町→花巻市）長、稗貫郡会議員、岩手県会議員、稗貫郡産馬畜産組合長となる。
1917年の第13回衆議院議員総選挙において岩手県郡部から憲政会公認で立候補して当選する。1920年の第14回衆議院議員総選挙では岩手5区から立候補したが落選した。1927年死去。